# De Zandhof
De Zandhof in het Drentse dorp Elp is een landgoed dat werd gebouwd in opdracht van de kunstschilder Louis Albert Roessingh die zelf een schetsontwerp maakte. Het huis is later omgedoopt tot Steinborg.